# Auxiliares Navales Dominicanos
Los Auxiliares Navales Dominicanos son un grupo de personas civiles que apoyan sin fines de lucro de manera voluntaria a la Armada de la República Dominicana  en las labores de búsqueda y rescate a gente de mar, protección al medio ambiente y promover la seguridad marítima.

## Labor
1.- Que son los Auxiliares Navales Dominicanos (AND)?
Los Auxiliares Navales Dominicanos son un cuerpo civil voluntario uniformado que asiste a la Armada Dominicana en labores de búsqueda y rescate, protección al medio ambiente y promover la seguridad marítima para operadores de botes de recreo, pescadores y gente de mar. Las labores de búsqueda y rescate se harán bajo la coordinación del Centro de Operaciones Marítimas de la Armada Dominicana (M-3). Queda entendido de que nuestra organización está bajo la dependencia de la Armada de la República Dominicana.
2.- Que condiciones hay que cumplir para poder ser un AND?
Deberán ser personas de nacionalidad dominicana o extranjeros con residencia legal en el País, mayores de edad, sin antecedentes penales, que cuenten con la no objeción escrita de la Comandancia de Estado Mayor de la Armada de la República Dominicana, la cual en todo momento conservara el derecho de excluirlo de tal condición.  
3.-  Que se espera de los miembros de los AND? 
Debe tener la motivación, poseer habilidades especiales de utilidad para la institución,  compañerismo y vocación de servicio público, conducta profesional en todas las actividades y una participación activa.
4.-  En qué forma se beneficia un miembro al participar en los AND?
Adquirirá nuevos conocimientos por medio de los entrenamientos ofrecidos, tendrá la satisfacción de asistir a los demás, y un alto sentido de orgullo de pertenecer a una noble organización, altamente reconocida localmente e internacionalmente, por instituciones civiles y militares. 
5.-  Ética y Conducta Profesional a seguir:
Todo miembro de los AND deberá tener una conducta intachable y respeto a los hombres y mujeres de las instituciones civiles, policiales y militares de República Dominicana. La prepotencia es inaceptable dentro de nuestra organización.  

6.-  Que participación dentro de la institución tendrá un AND?
La Flotilla es el nivel básico de la organización de los AND que implementan los programas en acciones directas.  (Ejemplos de programas:   Educación de Seguridad Marítima,  Inspección de Cortesía de Embarcaciones, Programa de reclutamiento,  Relaciones Públicas, Patrullaje,  Actividades con la Armada Dominicana). Cada flotilla es guiada y administrada por un Jefe de Flotilla (JF). Todos Auxiliares deben ser miembros de una Flotilla. La Flotilla puede tener uno o varias Secciones.
7.- Costo de Membresía
Cada miembro deberá pagar su cuota mensual mínima de RD500.00 o anual de RD$6,000.00 y costos de confección de uniformes, y gastos operacionales voluntarios.

## Junta Directiva
Comandante General de la Armada de la República Dominicana: Vicealmirante Agustín Alberto Morillo Rodríguez, ARD.
 Comodoro Nacional: Roberto Ortiz Simo
 Vicecomodoro Nacional: Juan Garcia
Vicecomodoro Adjunto: Ramon Perez Bras
Vicecomodoro Adjunto: Sergio Cipolla
 Director Ejecutivo: Dario Baez
Jefe de Flotillas: Patrick Lassis
Jefe de Unidades: Gustavo Benedicto
Jefes de Flotillas:
 Flotilla Palmar de Ocoa: Rafael Eduardo Paulino Victoria
 Flotilla Haina: Jaime Martinez
 Flotilla Santo Domingo: George O'Reilly Ramírez
Flotilla La Romana: Bryan Muñoz
 Flotilla Punta Cana: Ulises Bonelli
 Flotilla Samaná: Maximo Vidal
Flotilla Puerto Plata: Ricardo Eduardo Brugal León
 Ala Aérea: Federico Suero
Unidades:
 Cuerpo Médico: Dr. Alberto Santana
 Educación: Antonio Esteban
 Membresía: Kilsy Rijo
 Medio Ambiente: Pedro Morales
 Relaciones Públicas: Hilda Peguero
 Tecnología / Comunicaciones: Kristian Thomas
 Unidad de Salvamento y Rescate Acuático: Luca Cipolla
 Inspección de Embarcaciones: Loving Restituyo
 Finanzas: Richard Antonio Lueje Sánchez

## Equipos, Misiones y Miembros
Al 28 de julio de 2017 los Auxiliares Navales Dominicanos contaban con:
- 360 miembros en el territorio nacional

- 150 embarcaciones marítimas (yates, lanchas rápidas, catamaranes, botes de pesca y veleros>

- 15 aeronaves

- 15,610 millas náuticas recorridas

- 152 vidas salvadas en coordinación con la Armada de la República Dominicana

- 730 horas de vuelo

- 8 Cursos de Primeros Auxilios

- 3 Cursos de Marinería Básica

- 6 Charlas de Seguridad de la Vida en el Mar a pescadores artesanales en: Isla Beata, Cabo Rojo, Manzanillo, Montecristi y Palmar de Ocoa.

- 450 horas/hombres en patrullaje de prevención a accidentes

- 397 horas/hombres de entrenamientos recibidos por los Auxiliares de la Guardia Costera de los Estados Unidos